# Browneopsis
Genre
Classification phylogénétique
Browneopsis est un genre de plantes à fleurs dicotylédones de la famille des Fabaceae, sous-famille des Caesalpinioideae, originaire d'Amérique du Sud et d'Amérique centrale, qui comprend quatre espèces acceptées.

## Liste d'espèces
Selon The Plant List (31 octobre 2018) :
- Browneopsis disepala (Little) Klitg.
- Browneopsis excelsa Pittier
- Browneopsis macrofoliolata Klitg.
- Browneopsis peruviana (J.F. Macbr.) Klitgaard